# ديف أودوم
ديف أودوم (بالإنجليزية: Dave Odom)‏ (9 أكتوبر 1942 في الولايات المتحدة - ) هو مدرب كرة سلة ولاعب كرة قدم أمريكية ولاعب كرة سلة أمريكي في مركز ظهير ربعي.

## وصلات خارجية
- ديف أودوم على موقع كلية كرة السلة في سبورتس رفرنس.كوم (الإنجليزية)
- ديف أودوم على موقع قاعة كارولاينا الشمالية للمشاهير الرياضية (الإنجليزية)